# Ar-Raʿi
Ar-Raʿi (arabisch الراعي ar-Raʿī ‚Der Hirte‘), ehemals Tschobān Bāyk (türkisch Çobanbey, جوبان باي) ist eine kleine syrische Stadt in der Nähe der türkischen Grenze im Gouvernement Aleppo.
Mit 4609 Einwohnern (Stand 2004) ist ar-Raʿi Hauptort des gleichnamigen Unterdistriktes ar-Raʿi. Die Lage an der Bagdadbahn und die Nähe zur türkischen Grenze gegenüber von Elbeyli verleihen dem Ort eine strategische Bedeutung. Die Stadt und die Umgebung werden hauptsächlich von Türkmenen bewohnt. Orte in der Nähe sind Qantarah (5 km westlich) und Achtarin (15 km südwestlich). Größere Städte in der Umgebung sind das 35 km entfernte Aʿzāz im Westen und Dscharābulus und Manbidsch – beide etwa 45 km im Osten.

## Eisenbahn
Al-Rai liegt in einer Ebene an der Bagdadbahn, die in den Jahren 1903 bis 1940 im Osmanischen Reich und dessen Nachfolgestaaten entstand und Istanbul mit Bagdad verbinden sollte. Nach dem Zerfall des osmanischen Reiches wurde die syrisch-türkische Grenze anhand der Bagdadbahn bestimmt. Da al-Rai südlich der Bahnlinie lag, fiel es an Syrien. Der Eisenbahn-Grenzübergang bei al-Rai war zwischen 1981 und 2009 geschlossen, wurde dann aber nach einer Erneuerung der Strecke zwischen al-Rai und Aleppo am 22. Dezember 2009 eröffnet. Die Transportminister der Türkei und Syriens Binali Yıldırım und Yarob Süleyman waren bei der Zeremonie anwesend.

## Geschichte
Als 2011 der Bürgerkrieg in Syrien ausbrach, eroberte die Freie Syrische Armee (FSA) den Ort und verlor ihn nach Kämpfen im Februar 2014 an den terroristischen Islamischen Staat (IS). Seitdem betrachtete der IS al-Rai als einen wichtigen Stützpunkt im ländlichen Teil Aleppos. Im Laufe einer großen Offensive der FSA ab März 2016 wechselte die Stadt öfter zwischen FSA und IS (April 2016, Juni 2016 und August 2016). Am 24. August 2016 begann unter dem Operationsnamen Schutzschild Euphrat in Zusammenarbeit mit der FSA die Türkische Militäroffensive in Nordsyrien. Wenige Tage später konnte nun die FSA mit Hilfe der türkischen Armee ar-Raʿi endgültig einnehmen.